# أنور كمال خان
أنور كمال خان (بالإنجليزية: Anwar Kamal Khan)‏ هو سياسي باكستاني، ولد في 19 نوفمبر 1947، وتوفي في 13 فبراير 2012. حزبياً، نشط في الرابطة الإسلامية الباكستانية.